# Canton de Rouen-2
Le canton de Rouen-2 est une circonscription électorale française du département de la Seine-Maritime. Sa délimitation a été modifiée par le décret du 27 février 2014. Elle tient lieu de circonscription d'élection des conseillers départementaux et entre en vigueur lors des premières élections départementales suivant la publication du décret.

## Histoire
Un nouveau découpage territorial de la Seine-Maritime entre en vigueur à l'occasion des premières élections départementales suivant le décret du 27 février 2014. Les conseillers départementaux sont, à compter de ces élections, élus au scrutin majoritaire binominal mixte. Les électeurs de chaque canton élisent au Conseil départemental, nouvelle appellation du Conseil général, deux membres de sexe différent, qui se présentent en binôme de candidats. Les conseillers départementaux sont élus pour 6 ans au scrutin binominal majoritaire à deux tours, l'accès au second tour nécessitant 12,5 % des inscrits au 1er tour. En outre la totalité des conseillers départementaux est renouvelée. Ce nouveau mode de scrutin nécessite un redécoupage des cantons dont le nombre est divisé par deux avec arrondi à l'unité impaire supérieure si ce nombre n'est pas entier impair, assorti de conditions de seuils minimaux. Dans la Seine-Maritime, le nombre de cantons passe ainsi de 69 à 35.

## Représentation

### Conseillers généraux de 1833 à 2015
| Période                                  | Période                   | Identité                                  | Étiquette                          | Qualité |
| ---------------------------------------- | ------------------------- | ----------------------------------------- | ---------------------------------- | --- |
| 1833                                     | 1845                      | Louis Claude Barthélemy Lefèvre           |                                    | Notaire, adjoint au maire de Rouen |
| 1846                                     | 1860 (décès)              | Édouard Rondeaux-Pouchet                  | Majorité ministérielle             | Manufacturier à Rouen, propriétaire à Amfreville-la-Mi-Voie, conseiller d'arrondissement |
| 1860                                     | 1868 (décès)              | Charles Verdrel                           |                                    | Négociant Maire de Rouen (1858-1868) |
| 1868                                     | 1874 (décès)              | Jean-Isidore Rapp (1806-1874)             |                                    | Propriétaire, conseiller municipal de Rouen |
| 1875                                     | 1885                      | Anatole Duperrey                          | Républicain                        | Propriétaire et architecte à Paris, adjoint au maire de Rouen, conseiller d'arrondissement |
| 1881                                     | 1901                      | Émile Ferry                               | Rad.                               | Négociant, Président du Tribunal de commerce de Rouen Président du Conseil général |
| 1901                                     | 1912 (décès)              | Julien Goujon                             | Républicain modéré                 | Avocat Député (1891-1906) Sénateur (1909-1912) |
| 1912                                     | 1922 (démission)          | Lucien Valin                              | Républicain Libéral                | Avoué à la Cour d'appel de Rouen Maire de Rouen (1919-1922), conseiller d'arrondissement |
| 1923                                     | 1931                      | Jean Baudouin                             | Républicain Progressiste           | Adjoint au maire de Rouen |
| 1931                                     | 1941 (démission d'office) | William Cornier,                          | Rad.                               | Adjoint au maire de Rouen Révoqué par le Gouvernement de Vichy |
| 1945                                     | 1958                      | Jacques Chastellain                       | Républicain                        | Directeur de la Compagnie des transports maritimes et fluviaux, la Compagnie maritime normande et la Compagnie des affréteurs français Maire de Rouen (1945-1958) Député (1945-1955) Sous-secrétaire d'État (1949-1950) Ministre (1950 et 1953-1954) Président du Conseil général (1952-1958) |
| 1958                                     | 1993 (décès)              | Jean Lecanuet                             | CD puis UDF-CDS                    | Conseiller d'État Maire de Rouen (1968-1993) Sénateur (1959-1973 et 1977-1993) Député (1951-1955, 1973-1974 et avril-septembre 1986) Ministre (1974-1977) Député européen (1979-1988) Président du Conseil général (1974-1993)                                                                |
| 1993                                     | 1994 (décès)              | Jacqueline Lecanuet (épouse du précédent) | UDF-CDS                            | Médecin gynécologue à Rouen |
| 1994                                     | 2015                      | Patrick Herr                              | UDF-CDS puis UMP ("Alternance 76") | Officier ministériel Député (1996-2007) Adjoint au maire de Rouen (1983-1995) |
| Les données manquantes sont à compléter. |                           |                                           |                                    | |

### Conseillers d'arrondissement (de 1833 à 1940)
| Période                                  | Période | Identité                         | Étiquette                   | Qualité |
| ---------------------------------------- | ------- | -------------------------------- | --------------------------- | --- |
| 1833                                     | 1839    | Jean Faustin Decorde (1787-1859) |                             | Conseiller à la Cour royale de Rouen                                                                        |
| 1839                                     | 1846    | Édouard Rondeaux-Pouchet         | Royaliste                   | Propriétaire et manufacturier à Rouen, propriétaire à Amfreville-la-Mi-Voie                                 |
|                                          |         |                                  |                             | |
| 1848                                     | 1871    | Eugène Dutuit                    |                             | Avocat, conseiller municipal de Rouen                                                                       |
| 1871                                     | 1875    | Anatole Duperrey                 | Républicain                 | Propriétaire et architecte à Paris, adjoint au maire de Rouen                                               |
| 1875                                     | 1886    | M. Duménil                       | Républicain                 | Médecin à Rouen                                                                                             |
| 1886                                     | 1904    | Louis Pagny (1852-1913)          | Républicain                 | Avocat à Rouen                                                                                              |
| 1904                                     | 1910    | Edmond Wargnier                  | Républicain antiministériel | Avocat à Rouen                                                                                              |
| 1910                                     | 1912    | Lucien Valin                     | Républicain Libéral         | Avoué à la Cour d'appel de Rouen                                                                            |
| 1919                                     | 1928    | M. Jullien                       |                             | |
| 1928                                     | 1940    | Francis Canonville-Deslys        | Union nationale FR          | Agent général d'assurances à Rouen                                                                          |
| 1940                                     |         |                                  |                             | Les conseils d'arrondissement ont été suspendus par la loi du 12 octobre 1940 et n'ont jamais été réactivés |
| Les données manquantes sont à compléter. |         |                                  |                             | |

### Conseillers départementaux depuis 2015
| Période élective | Période élective | Mandat    | Mandat           | Identité                 | Nuance | Nuance | Qualité                                                                                       |
| ---------------- | ---------------- | --------- | ---------------- | ------------------------ | ------ | ------ | --------------------------------------------------------------------------------------------- |
| 2015             | 2021             | 2015      | 2021             | Christine de Cintré      |        | PS     | Conseillère municipale de Rouen Présidente de l'Office de tourisme depuis septembre 2020      |
| 2015             | 2021             | 2015      | 2021             | Ludovic Delesque         |        | PS     | Conseiller municipal de Rouen (2008-2020) Conseiller général du canton de Rouen-7 (2011-2015) |
| 2021             | 2028             | 2021      | en cours         | Jean-Michel Beregovoy    |        | EELV   | Professeur des écoles, adjoint au maire de Rouen                                              |
| 2021             | 2028             | 2021      | 2024 (démission) | Florence Hérouin-Léautey |        | PS     | Militante associative, adjointe au maire de Rouen, députée depuis 2024                        |
| 2021             | 2028             | juil.2024 | en cours         | Hortense Hector          |        | PS     | Éducatrice, conseillère municipale de Rouen                                                   |

### Résultats détaillés

#### Élections de mars 2015
À l'issue du 1er tour des élections départementales de 2015, deux binômes sont en ballottage : Christine de Cintré et Ludovic Delesque (PS, 36,56 %) et Pierre-Antoine Sprimont et Hélène Van De Walle (Union de la Droite, 30,98 %). Le taux de participation est de 48,27 % (9 215 votants sur 19 089 inscrits) contre 49,48 % au niveau départemental et 50,17 % au niveau national.
Au second tour, Christine de Cintré et Ludovic Delesque (PS) sont élus avec 53,70 % des suffrages exprimés et un taux de participation de 45,34 % (4 235 voix pour 8 655 votants et 19 090 inscrits).

#### Élections de juin 2021
Le premier tour des élections départementales de 2021 est marqué par un très faible taux de participation (33,26 % au niveau national). Dans le canton de Rouen-2, ce taux de participation est de 30,63 % (5 783 votants sur 18 883 inscrits) contre 32,19 % au niveau départemental. À l'issue de ce premier tour, deux binômes sont en ballottage : Jean-Michel Beregovoy et Florence Herouin-Leautey (Union à gauche avec des écologistes, 43,88 %) et Guillaume Bestaux et Isabelle Fedina (Union au centre et à droite, 28,55 %).
Le second tour des élections est marqué une nouvelle fois par une abstention massive équivalente au premier tour. Les taux de participation sont de 34,36 % au niveau national, 32,06 % dans le département et 31,38 % dans le canton de Rouen-2. Jean-Michel Beregovoy et Florence Herouin-Leautey (Union à gauche avec des écologistes) sont élus avec 59,85 % des suffrages exprimés (3 311 voix pour 5 925 votants et 18 883 inscrits),,.

## Composition
Le nouveau canton de Rouen-2 comprend une fraction de la commune de Rouen.
| Nom                           | Code Insee | Intercommunalité          | Superficie (km2) | Population (dernière pop. légale)                 | Densité (hab./km2) | Modifier                                    |
| ----------------------------- | ---------- | ------------------------- | ---------------- | ------------------------------------------------- | ------------------ | ------------------------------------------- |
| Rouen (bureau centralisateur) | 76540      | Métropole Rouen Normandie | 21,38            | Fraction : 36 346 (2022) Commune : 116 331 (2022) | 5 441              | modifier les données · modifier les données |
| Canton de Rouen-2             | 7629       |                           |                  | 36 346 (2022)                                     |                    | modifier les données                        |

La partie de la commune de Rouen intégrée dans le canton est celle située à l'est et au nord d'une ligne définie par l'axe des voies et limites suivantes : depuis la limite territoriale de la commune de Bois-Guillaume, route de Neufchâtel, boulevard de l'Yser, boulevard de la Marne, rue Jeanne-d'Arc, rue Jean-Lecanuet, rue Beauvoisine, rue de l'Hôpital, place du Général-de-Gaulle, rue des Faulx, rue de la Foulerie, rue Eau-de-Robec, rue du Docteur-Blanche, rue Edouard-Adam, rue d'Amiens, route de Lyons-la-Forêt, rue de la Chasse, rue de Repainville, rue des Broches jusqu'à la limite territoriale de la commune de Saint-Léger-du-Bourg-Denis.

## Démographie

### Démographie avant 2015
| 1962 | 1968 | 1975 | 1982 | 1990   | 1999   | 2006   | 2011   | 2012   |
| ---- | ---- | ---- | ---- | ------ | ------ | ------ | ------ | ------ |
| -    | -    | -    | -    | 12 640 | 13 643 | 13 322 | 14 556 | 14 478 |

### Démographie depuis 2015
En 2022, le canton comptait 36 346 habitants, en évolution de +2,69 % par rapport à 2016 (Seine-Maritime : +0,35 %, France hors Mayotte : +2,11 %).
| 2013   | 2018   | 2022   |
| ------ | ------ | ------ |
| 36 129 | 35 404 | 36 346 |